# Paolo dal Pozzo Toscanelli

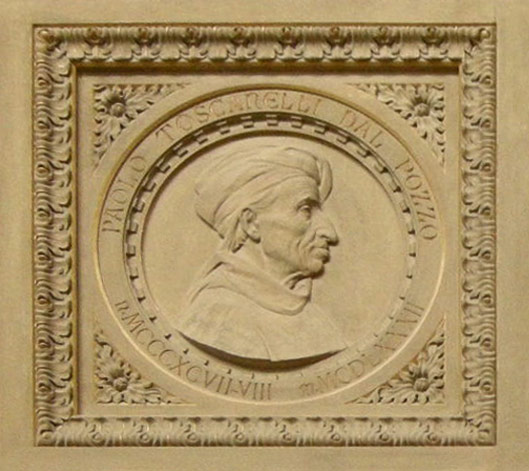
Paolo dal Pozzo Toscanelli

Paolo dal Pozzo Toscanelli (* 1397 in Florenz; † 1482 in Florenz) war ein italienischer Arzt, Mathematiker, Astronom und Kartograf. Er beschäftigte sich u. a. mit der Idee, dass man Asien von Europa aus auf einem westlichen Seeweg erreichen könne. So wurde er einer der Wegbereiter der Entdeckung Amerikas 1492 durch Christoph Kolumbus.

## Leben
Er war der Sohn des Arztes Domenico Toscanelli. Ab 1415 studierte er an der Universität Padua Mathematik, Philosophie und Medizin. Hier schloss er eine lebenslange Freundschaft mit Nikolaus Cusanus. Beide promovierten 1424, Cusanus in Jura und Toscanelli in Medizin.
Toscanelli verbrachte praktisch sein ganzes Leben in Florenz, das damals das Zentrum der europäischen Wissenschaften war. Seinen Zeitgenossen galt er als der führende Wissenschaftler, der insbesondere bei mathematischen Problemen um Rat gefragt wurde, u. a. von Regiomontanus und Cusanus. Er unterwies Leon Battista Alberti und Filippo Brunelleschi in Mathematik. Brunelleschi unterstützte er bei den Berechnungen der Kuppel der Kathedrale Santa Maria del Fiore in Florenz. Aus zeitgenössischen Quellen sind die Titel von ihm verfasster mathematischer Werke bekannt, doch sind sie verloren gegangen.
Der Mondkrater Toscanelli und der Asteroid (8209) Toscanelli sind nach ihm benannt.

## Astronomische Beobachtungen

### Der Gnomon in Santa Maria del Fiore
Im 15. Jahrhundert beschäftigten sich die kritischen Astronomen mit der Frage, inwieweit die vielbenutzten Tafelwerke wie die Alfonsinischen Tafeln die realen Planetenpositionen wiedergeben, die für die Erstellung von Horoskopen und die Berechnung des Osterfestes nötig sind. Messungen mit unzureichenden Instrumenten deuteten an, dass sich Größen wie die Schiefe der Ekliptik zeitlich verändern und dass insbesondere die Jahreslänge ungenau war.
Ulugh Beg hatte um 1430 an seinem vorzüglich ausgestatteten Observatorium in Samarkand (Usbekistan) einen Wert für die Schiefe der Ekliptik von 23° 30' 17" gemessen, kleiner als der von Ptolemaeus überlieferte Wert von 23° 51'.
Die falsch berechnete Jahreslänge hatte zu einer Verschiebung des Frühlingspunktes von inzwischen einigen Tagen geführt, wodurch auch das Osterfest in einigen Jahren zu einem falschen Datum gefeiert wurde. Alle Ansätze zu einer Reform des Kalenders scheiterten lange, auch aufgrund unzureichender Messungen.
Sowohl das Konzil von Konstanz als auch das Konzil von Basel verhandelten die Frage einer Kalenderreform. In Basel war Nikolaus Cusanus, der Freund Toscanellis, Leiter einer Kommission gewesen. 1470 schrieb Kardinal Bessarion einen Brief an Papst Paul II., der aber schon im folgenden Jahr verstarb. 1475 hatte Regiomontanus in seinem lateinischen Kalender die Osterdaten sowohl nach kirchlichen als auch astronomischen Verfahren berechnet und die Diskrepanzen aufgezeigt. Daraufhin wurde er von Papst Sixtus IV. nach Rom zu Konsultationen gerufen; Regiomontanus starb dort jedoch im Jahr darauf. In diesem Zusammenhang wurde auch Toscanelli von der Kirche aufgefordert, sich zu beteiligen.
1468 (nach anderen Quellen erst 1475) installierten Toscanelli und Leon Battista Alberti einen Gnomon in der Kathedrale Santa Maria del Fiore. In Umkehrung der Funktion eines Schattenwerfers jedoch befestigten sie eine Metalllippe mit einem Loch an der Unterkante des Südfensters der Laterne auf der Kuppel und zogen eine Meridianlinie in der Heiligkreuzkapelle im nördlichen Querhaus, in das der entstehende Lichtpunkt der Sonne fiel, um die Kardinalpunkte und die Jahreslänge zu messen. Sie konnten die Deklination der Sonne an den Solstitien mit einer Genauigkeit von 2 Bogensekunden und daraus die Schiefe der Ekliptik zu 23° 30' (wie Ulugh Beg) bestimmen.
Weitere Messungen wurden 1510 durchgeführt, als ein neuer Anlauf zu einer Reform unternommen wurde (auch Nicolaus Copernicus wurde zu einer Stellungnahme aufgefordert).
Der Gnomon wurde 1755 von dem Jesuiten Leonardo Ximenes (1716–1786) verbessert, der bis zu seinem Tod Messungen vornahm.
Nach einem Erdbeben 1895 überprüfte man damit die Statik der Kirche und konnte keine Verschiebung feststellen.

### Kometenbeobachtungen
Toscanelli war der erste Europäer, der ausführliche Aufzeichnungen über den Verlauf von Kometenbahnen hinterlassen hat. Das Manuskript Immensi labores et graves vigilie magistri Pauli de Toscanello super mensura comete beschreibt mit Abbildungen seine Beobachtungen der Kometen von 1433, 1449/50, 1P/Halley 1456K1, 1457 I und II und 1472 (Letzterer wurde auch von Regiomontanus beobachtet). Seine Arbeiten wurden nicht gedruckt und blieben daher weitgehend unbekannt. Edmund Halley kannte die Beobachtungen anscheinend nicht.

## Westlicher Seeweg nach „Hinterindien“
Toscanelli bemühte sich herauszufinden, wie groß der Atlantik sei und wie lange es dauern würde, ihn zu überqueren. Um dies berechnen zu können, musste er jedoch die Größe der Erde sowie die Ausdehnung Europas und Asiens kennen. Vor allem die Ausdehnung Asiens war zu der damaligen Zeit nicht bekannt. Er studierte alle Reisebeschreibungen wie Marco Polos Il Milione und unterhielt sich mit weitgereisten Kaufleuten wie Niccolo di Conti und selbst Gesandten des Kaisers von China. Er ahnte nichts von der Existenz weiterer Kontinente. So kam er zu dem Schluss, dass Indien in westlicher Richtung näher läge als über die, später von den Portugiesen gefundene, Ostroute um Afrika herum.
Falsch ist die hin und wieder zu lesende Behauptung, Toscanelli habe als einer der ersten Gelehrten erkannt, dass die Erde kugelförmig sei. In Wirklichkeit war die Kugelgestalt des Erdkörpers seit der griechischen Antike bekannt und wurde auch das gesamte Mittelalter hindurch gelehrt (→ Flache Erde). Die Bücher etwa von Aristoteles, Ptolemäus oder die Naturalis historia von Plinius, die eindeutig die Kugelform der Erde lehren und begründen, gehörten im 15. Jahrhundert zu den Standard-Lehrwerken der Wissenschaft. Kein auch nur rudimentär gebildeter Zeitgenosse Toscanellis hätte die Erde je für eine flache Scheibe gehalten. Bereits Eratosthenes maß den Erdumfang recht genau zu 252 000 Stadien. Die Länge eines Stadions wurde allerdings  nicht korrekt überliefert.

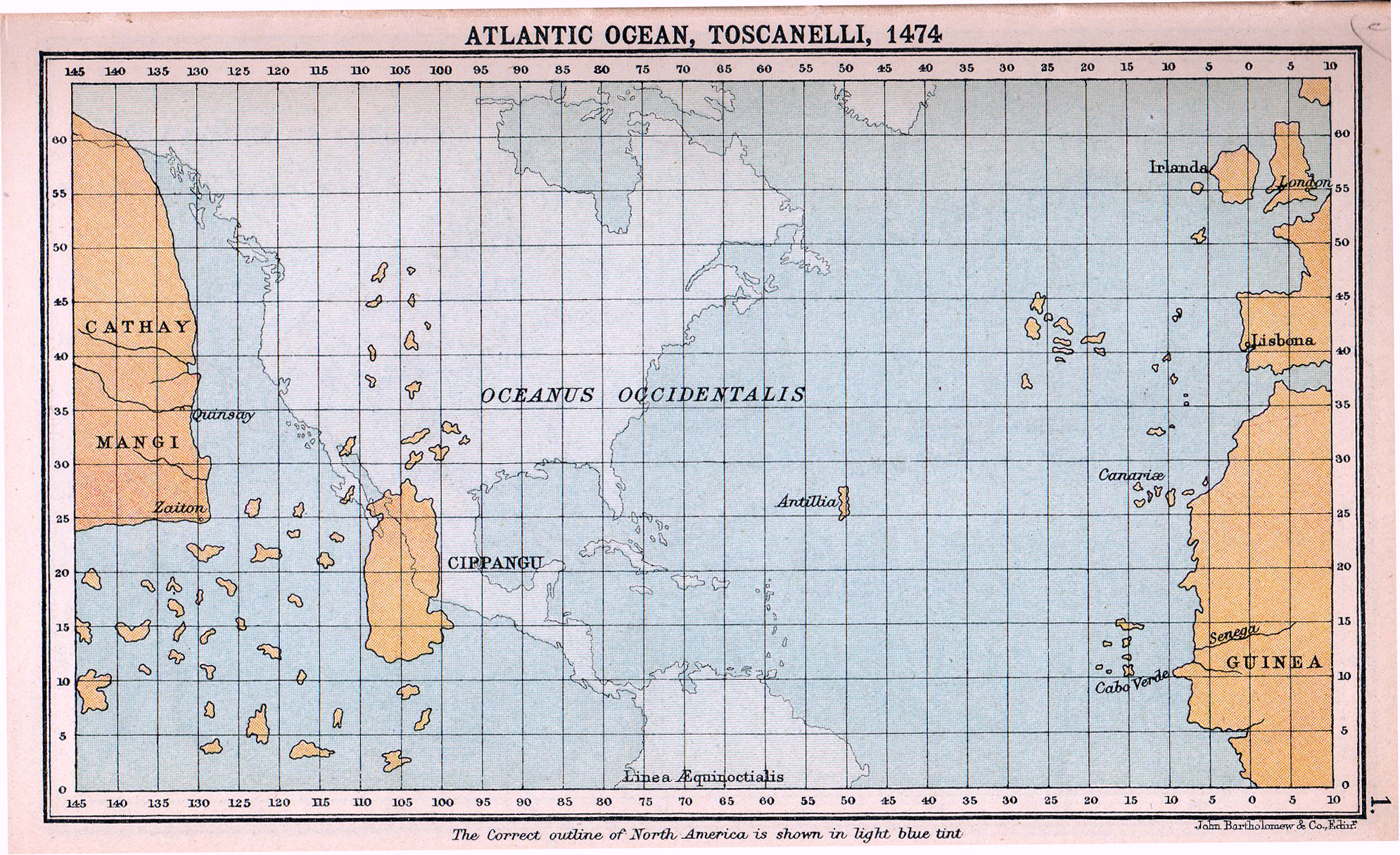
Rekonstruktion der Karte Toscanellis von 1474 (mit heutiger Darstellung)

Bereits 1457 fertigte Toscanelli seine Weltkarte mit Koordinatennetz, in der die Umrisse Europas vergleichsweise korrekt, Afrikas Südausdehnung grotesk gering und Nordasien durch zwei große Gebirgsketten, den Ural und den Hindukusch, weitgehend von Indien und China abgetrennt gezeigt werden. Japan ist bereits unter dem Namen „Cipangu“ bekannt und eingezeichnet, die Straße von Malakka noch nicht.
1474 zeichnete Toscanelli eine weitere Karte, die den Westweg nach Asien aufzeigen sollte, und sandte sie an seinen Freund, den Domherrn Fernão Martins in Lissabon. Dieser gab sie dann an Alfons V., den damaligen König Portugals, weiter. Der König jedoch schenkte Toscanelli und seiner Theorie keine Beachtung.
Allerdings wandte sich Christoph Kolumbus an Toscanelli, da er etwas von einem Brief an Martins gehört hatte. Toscanelli sandte Kolumbus zwei Briefe. Der erste teilte ihm den Inhalt des Briefes von 1474 an Martins mit, im zweiten bestärkte er ihn ausdrücklich in seinem Vorhaben westwärts nach Indien zu gelangen. Im ersten Band seiner Kritischen Untersuchungen gibt Alexander von Humboldt Toscanellis Worte an Kolumbus so wieder: „Ich lobe Euren Wunsch, nach Westen zu schiffen, und ich bin überzeugt, dass Ihr aus meinem früheren Brief erkannt habt, dass die Unternehmung, welche Ihr im Sinne habt und gern ausführen möchtet, nicht so schwierig ist, als man zu glauben pflegt; dass im Gegenteil der Weg, das heißt die Überfahrt von den Westküsten Europas nach Indien sicher auf der Bahn erfolgen kann, welche ich Euch bezeichnet habe. Ihr würdet vollkommen von dieser Leichtigkeit überzeugt sein, wenn Ihr, wie ich, Gelegenheit gehabt hättet, mit einer großen Anzahl Personen umzugehen, die in diesen Ländern gewesen sind. Seid versichert, dass Ihr dort mächtige Königreiche, große und völkerreiche Städte und reiche Provinzen finden werdet.“ Toscanelli schätzte die Entfernung zwischen Portugal und China auf 6.500 Seemeilen (statt richtig etwa 11.000) mit Zwischenstopp auf der mythischen Insel „Antilia“ und auf Cipangu, so dass „keine großen Wasserflächen, die überquert werden müssen“, verblieben.

### Der chinesische Botschafter
Seit langem versuchen Historiker herauszufinden, wer der im Brief an Kolumbus erwähnte chinesische Botschafter zu Papst Eugen IV. war. 2005 schlug der Wirtschaftsjournalist (und studierte Historiker) Tai Peng Wang vor, dass diese Gesandtschaft im Zusammenhang mit der 7. Reise der chinesischen Überseeflotte unter Admiral Zheng He im Jahr 1433 stehen könnte. Kaiser Xuande hatte 1430 angeordnet, dass die von seinem Großvater Yongle erbaute Flotte seinen Regierungsantritt aller Welt verkünden sollte. Eine Delegation trennte sich 1433 von der Flotte in Kalkutta und setzte die Reise mit arabischen Seefahrern nach Mekka, Kairo und Florenz fort. Der päpstliche Hof hielt sich von 1433 an in Florenz auf, so dass Toscanelli die Gesandtschaft treffen konnte.